# ASL Airlines Ireland
La ASL Airlines Ireland Ltd, precedentemente nota come Air Contractors, è una compagnia aerea cargo e passeggeri. Opera voli cargo in tutta l'Europa per conto di importanti società di trasporto merci come FedEx e DHL. Inoltre, opera voli passeggeri charter nonché alcuni voli in Wet lease per conto di altre compagnie aeree. La ASL Aviation Group Limited, la società madre di ASL Airlines Ireland, ha la sua sede principale al numero 3 di Malahide Road, Swords, Dublino, Irlanda.

## Storia
La compagnia aerea venne fondata ed iniziò ad operare nel 1972 come Air Bridge Carriers presso l'East Midlands Airport. Nel settembre 1992, venne adottato il nome di Hunting Cargo Airlines e, nel 1997 venne completato il trasferimento di tutte le operazioni aeree in Irlanda. Nel giugno 1998, il Gruppo Hunting decise di vendere il ramo aviazione ad un consorzio misto composto da CMB Compagnie Maritime Belge e Safair (parte dell'Imperial Group) e la compagnia aerea venne rinominata Air Contractors. Nel 2007, l'Imperial Group trasferì il proprio 49% di partecipazione nella società di 3P Air Freighters/Petercam S.A.
Il 14 marzo 2008, la Air Contractors acquisì il vettore francese Europe Airpost. A seguito dell'acquisizione, il gruppo venne rinominato ASL Aviation Group, a significare le tre attività principali del gruppo: "Airlines, Support e Leasing".
Nel 2010, la Air Contractors entrò in una nuova era, iniziando le operazioni passeggeri con un Boeing 737-300, in collaborazione con il suo partner, Europe Airpost.
Il 4 giugno 2015, la ASL Aviation Group ha annunciato che Air Contractors sarebbe diventata ASL Airlines Irland, Europe Airpost sarebbe diventata ASL Airlines France, Farnair Hungary sarebbe diventata ASL Airlines Hungary, e Farnair Switzerland ASL Airlines Switzerland.
Il 5 febbraio 2016, la società ha annunciato di aver accettato di acquistare TNT Airways e PAN Air, a condizione che proseguisse l'acquisto di TNT da parte di FedEx. La vendita si è concretizzata nel maggio del 2016. TNT Airways è divenuta ASL Airlines Belgium e Pan Air è divenuta ASL Airlines Spain. All'inizio del 2017, ASL Aviation group ha cambiato denominazione in ASL Airline Holdings.
Il primo febbraio 2018, la sussidiaria ASL Airlines Switzerland ha cessato le operazioni di volo, mentre ASL Airlines Spain nell'agosto dello stesso anno.

## Flotta

### Flotta attuale
A gennaio 2024 la flotta di ASL Airlines Ireland è così composta:

### Flotta storica
ASL Airlines Ireland operava in precedenza con i seguenti aeromobili:
- Airbus A330-200F
- ATR 42-300
- Boeing 737-300
- Boeing 757-200